# Liste der Kulturgüter in Hundwil
Die Liste der Kulturgüter in Hundwil enthält alle Objekte in der Gemeinde Hundwil im Kanton Appenzell Ausserrhoden, die gemäss der Haager Konvention zum Schutz von Kulturgut bei bewaffneten Konflikten, dem Bundesgesetz vom 20. Juni 2014 über den Schutz der Kulturgüter bei bewaffneten Konflikten sowie der Verordnung vom 29. Oktober 2014 über den Schutz der Kulturgüter bei bewaffneten Konflikten unter Schutz stehen.
Objekte der Kategorie A sind im Gemeindegebiet nicht ausgewiesen, Objekte der Kategorie B sind vollständig in der Liste enthalten, Objekte der Kategorie C fehlen zurzeit (Stand: 1. Januar 2023). Unter übrige Baudenkmäler sind zusätzliche Objekte zu finden, die gemäss Angaben des kantonalen Denkmalschutzes als kommunale Kulturobjekte eingestuft wurden und nicht bereits in der Liste der Kulturgüter enthalten sind.

## Kulturgüter
| Foto |                                                           | Objekt                         | Kat. | Typ | Standort                      | Beschreibung |
| ---- | --------------------------------------------------------- | ------------------------------ | ---- | --- | ----------------------------- | --- |
| ja   | Datei hochladen · Wikidata zu Heidenhaus (Q29650601)      | Heidenhaus KGS-Nr.: 00464      | B    | G   | Tobel 72 741548 / 247517      | Im Inventar von Ausserrhoden gibt es ein einziges datiertes «Heidenhaus», Nr. 72 im Tobel von Hundwil von 1568 (oder 1564?), das seiner ausserordentlichen Größe wegen (viergeschossig) zudem eine Ausnahme bildet. Auf 1568 datiertes Heidenhaus mit traufständigem Tätschdach südostwärts gerichtet. Für ein Heidenhaus untypisch gross verfügt es über einen Webkeller, drei volle Wohn- und ein Firstkammergeschoss. Hat wohl unmittelbar nach der Landteilung als Rathaus gedient. 1597 wurde das erste ausserrhodische Bussengericht hier abgehalten worden. |
| ja   | Datei hochladen · Wikidata zu Roothus (Q29650608)         | Roothus KGS-Nr.: 00465         | B    | G   | Moos 101 742194 / 248289      | Ehemalige Wirtschaft zum Sternen an der Verzweigung der alten Landstrasse Herisauer Tobel – Rachentobel gelegen. Baujahr wohl 1639. Im Zuge des Baus der Mittellandstrasse in den 1860er Jahren ging die Wirtschaft ein. Ein angebauter Stall wurde Anfang 20. Jahrhundert entfernt. |
| ja   | Datei hochladen · Wikidata zu Bauernhaus (Q29650590)      | Bauernhaus KGS-Nr.: 11362      | B    | G   | Auen 335 740633 / 246413      | Fünfgeschossiges ostsüdostwärts gerichtetes Bauernhaus mit getäfelter Giebelfassade und drei originalen Holztafeln auf der Strickwand als Dekoration anstelle der Brusttäfer. Errichtet um 1750. Westlich befand sich ein nicht mehr vorhandenes Weberhöcklein. |
| ja   | Datei hochladen · Wikidata zu Fabrikantenhaus (Q29650597) | Fabrikantenhaus KGS-Nr.: 11364 | B    | G   | Bleiche 86 741570 / 247910    | Strickbau mit Satteldach in Traufstellung und mit breitem, gesteltztem Frontgiebel und Scheune, wohl Anfang 19. Jahrhundert errichtet. Ehemaliges Fabrikantenhaus mit Bleicherei. |
| ja   | Datei hochladen · Wikidata zu Kleinbauernhaus (Q29650606) | Kleinbauernhaus KGS-Nr.: 11365 | B    | G   | Gapf 88 741622 / 248005       | |
| ja   | Datei hochladen · Wikidata zu Bauernhaus (Q29650592)      | Bauernhaus KGS-Nr.: 11368      | B    | G   | Schmitten 95 742221 / 247986  | |
| ja   | Datei hochladen · Wikidata zu Bauernhaus (Q29650595)      | Bauernhaus KGS-Nr.: 11370      | B    | G   | Sonder 168 742983 / 247522    | Der Hanglage entsprechend südwärts gerichteter Giebelbau mit Webkeller und fünf Geschossen. Westseitig angebauter Stall. Vermutlicher Bau aus dem 17. Jahrhundert. |
| ja   | Datei hochladen · Wikidata zu Wohnhaus (Q29650610)        | Wohnhaus KGS-Nr.: 11371        | B    | G   | Spitzböhl 464 740235 / 244131 | Wahrscheinlich um 1565 entstandener Strickbau mit Webkeller, zwei Vollgeschossen und einer Firstkammer. Wohl im 19. Jahrhundert durch eine Reigelkonstruktion etwas verlängert worden. |

## Übrige Baudenkmäler
| ID  | Foto |                                                                       | Objekt                       | Typ | Standort                       | Beschreibung |
| --- | ---- | --------------------------------------------------------------------- | ---------------------------- | --- | ------------------------------ | ------------ |
| 1   | ja   | Datei hochladen · Wikidata zu Reformierte Kirche (Q14546871)          | Reformierte Kirche           | G   | Dorf 1 742137 / 247792         |              |
| 2   | ja   | Datei hochladen · Wikidata zu Wohnhaus (Q130909525)                   | Wohnhaus                     | G   | Dorf 2 742171 / 247798         |              |
| 5   | ja   | Datei hochladen · Wikidata zu Teil Doppel-Wohnhaus (Q130940333)       | Teil Doppel-Wohnhaus         | G   | Rosenegg 5 742182 / 247847     |              |
| 7   | ja   | Datei hochladen · Wikidata zu Wirtshaus «zur Krone» (Q130943749)      | Wirtshaus «zur Krone»        | G   | Dorf 7 742164 / 247842         |              |
| 9   | ja   | Datei hochladen · Wikidata zu Gasthaus Bäckerei Hirschen (Q130946619) | Gasthaus Bäckerei «Hirschen» | G   | Dorf 9 742138 / 247827         |              |
| 10  | ja   | Datei hochladen · Wikidata zu Holzgiebelhaus (Q130948543)             | Holzgiebelhaus               | G   | Dorf 10 742123 / 247819        |              |
| 11  | ja   | Datei hochladen · Wikidata zu Haus (Q130952734)                       | Haus                         | G   | Dorf 11 742115 / 247813        |              |
| 12  | ja   | Datei hochladen · Wikidata zu Gemeindehaus (Q130954592)               | Gemeindehaus                 | G   | Dorf 12 742103 / 247810        |              |
| 13  | ja   | Datei hochladen · Wikidata zu Restaurant «Harmonie» (Q130955840)      | Restaurant «Harmonie»        | G   | Dorf 13 742086 / 247805        |              |
| 14  | ja   | Datei hochladen · Wikidata zu Haus (Q130991123)                       | Haus                         | G   | Dorf 14 742075 / 247800        |              |
| 16  | ja   | Datei hochladen · Wikidata zu Restaurant «zum Löwen» (Q131000047)     | Restaurant «zum Löwen»       | G   | Dorf 16 742060 / 247787        |              |
| 23  | ja   | Datei hochladen · Wikidata zu Restaurant «zur Traube» (Q131001950)    | Restaurant «zur Traube»      | G   | Dorf 23 742108 / 247745        |              |
| 29  | ja   | Datei hochladen · Wikidata zu Haus «Alter Ochsen» (Q131003915)        | Haus «Alter Ochsen»          | G   | Dorf 29 742166 / 247768        |              |
| 30  | ja   | Datei hochladen · Wikidata zu Haus (Q131005170)                       | Haus                         | G   | Dorf 30 742188 / 247787        |              |
| 98  | ja   | Datei hochladen · Wikidata zu Holzbrücke Hundwil (Q15115147)          | Holzbrücke                   | G   | Urnäschtobel 742060 / 248598   |              |
| 111 | ja   | Datei hochladen · Wikidata zu Bauernhaus Schächenen (Q131005367)      | Bauernhaus Schächenen        | G   | Schächenen 111 741691 / 247477 |              |

Legende: Siehe Legende der Liste der Kulturgüter von nationaler und regionaler Bedeutung. Anstelle der KGS-Nummer wird als Objekt-Identifikator (ID) die Gebäudenummer der kantonalen Denkmalpflege angegeben.